# Selfotel
Selfotel (CGS-19755) je lek koji deluje kao kompetitivni NMDA antagonist, koji se direktno nadmeće sa glutamatom za vezivanje za receptor. Inicijalne studije su pokazale da ima antikonvulzivne, anksiolitičke, analgetičke i neuroprotektivne efekte, i prvobitno je istraživan za lečenje moždanog udara, ali kasnije studije na životinjama i ljudima pokazale su efekte slične fenciklidinu, kao i ograničenu efikasnost i evidenciju o mogućoj neurotoksičnosti pod nekim uslovima, te je klinički razvoj na kraju prekinut.

## Osobine
Selfotel je organsko jedinjenje, koje sadrži 7 atoma ugljenika i ima molekulsku masu od 223,164 .
| Osobina                  | Vrednost |
| ------------------------ | -------- |
| Broj akceptora vodonika  | 6        |
| Broj donora vodonika     | 4        |
| Broj rotacionih veza     | 3        |
| Particioni koeficijent ( | -3,5     |
| Rastvorljivost (logS, log(mol/L))       | 0,2      |
| Polarna površina (PSA, Å2)  | 116,7    |

## Literatura
- Hardman JG, Limbird LE, Gilman AG (2001). Goodman & Gilman's The Pharmacological Basis of Therapeutics (10. изд.). New York: McGraw-Hill. ISBN 0071354697. doi:10.1036/0071422803.
- Thomas L. Lemke; David A. Williams, ур. (2007). Foye's Principles of Medicinal Chemistry (6. изд.). Baltimore: Lippincott Willams & Wilkins. ISBN 0781768799.